# Finkoella
Finkoella, Фінкоелла— рід скам'янілостей мішкоподібних тіл едіакарського оболонкоподібного організму, який вперше був описаний в Україні в 2021 році. У тій же статті, яка описувала рід Finkoella, був описаний інший організм під назвою Pharyngomorpha, який був сітчастим, можливо, був фрагментом глоткового кошика Finkoella. Рід містить два види, F. ukrainica та F. oblonga, перший з яких є типовим видом цього роду, а його назва вказує на те, де він був описаний, в Україні.
Варто також відзначити схожість Finkoella ukrainica зі скам’янілою глиняною галькою, яку також можна побачити в кембрії, яка також виявилася з голотипом F. ukrainica.

## Опис

### F. ukrainica
F. ukrainica представлена скам'янілостями овально-еліптичної форми, які рідко набувають такої ж форми, як і F. oblonga, і, як вважають, мають коротку, виступаючу шийну структуру та/або неглибоку пазуху. Часто в опуклій або увігнутій структурі скам'янілості можна помітити низький або неглибокий круглий виступ/заглиблення.  Менші екземпляри цього виду можуть бути присутніми без виступаючої шиї, а також без інших численних виступів/заглиблень у скам'янілостях.  Зразки розміром менше 25 мм (0,98 дюйма) вважаються ювенільними, а їхній голотип відбирається з ряду дорослих особин, які повністю розвинулися і демонструють ознаки найкращого збереження організму.

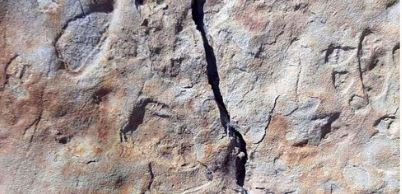
На зображенні вище показана верхня поверхня плити дрібнозернистого пісковика з ямпільського ярусу могилівської свити, яка була розташована всередині кар’єру поблизу ДГЕС. Плита, показана на зображенні, є загальним виглядом зразків Finkoella ukrainica, який також містить паратип. Хоча це можуть бути просто скам'янілі округлі глиняні камінці.

Голотип для F. ukrainica описаний як опукла овальна форма на нижній поверхні слюдистої глинистої, з дуже дрібнозернистим пісковиком, що складає її плиту. Голотип був виміряний як 95 мм (3,7 дюйма) завдовжки і до 55 мм (2,2 дюйма) завширшки, з круглим виступом діаметром приблизно 5 мм (0,20 дюйма), розташованим дещо ексцентрично до одного з кінців скам'янілості. Один з вищезгаданих кінців є більш витягнутим, а інший - більш заокругленим. Останній з кінців має коротку, виступаючу шийку, яка стає ширшою, коли досягає свого закінчення. Закінчення шийки досить нерівномірно лопатеве, з гострими і рівними на вигляд краями закінчення. Поверхня структури загалом гладенька, за винятком локальних гофрованих ділянок розміром із зерно, тонких і коротких борозен та довшої, вужчої борозенки, яка проходить навскіс через три чверті ширини, ближче до ширшого кінця тіла голотипу.

### F. oblonga

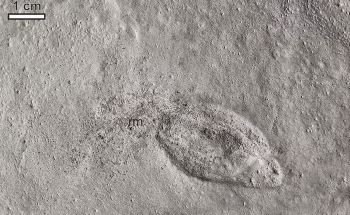
Скам'янілість F. oblonga, на якій видно звивисті краї на тілі. Скам'янілість була знайдена в могилівській формації в межах кар'єру.

F. oblonga являє собою більш видовжену Finkoella, яка має звивисті краї по всьому тілу, а також поздовжні борозни/гребені, які, як правило, йдуть паралельно краям скам'янілості. Голотип цієї форми показує видовжену, огіркоподібну структуру довжиною 120 мм (4,7 дюйма) і шириною 42 мм (1,7 дюйма), яку видно як позитивну частину (опуклу), а її негативну частину видно в горизонтально розщепленій пластині (увігнуту). На голотипі F. oblonga також видно шість поздовжніх невисоких борозен і гребенів по всьому тілу, які також демонструють пологі схили шириною близько 3-4 мм (0,12-0,16 дюйма), що йдуть паралельно краю структури і відповідно повертають, коли досягають закінчення у скам'янілості. В результаті цього вони утворюють концентричні кільця навколо закінчень. Ці концентричні кільця більш безперервні з одного боку, ніж з протилежного, де на останньому видно лише їх фрагменти замість повного кільця. Ця структура також демонструє безліч дрібних гофрів, хоча ці гофри не утворюють жодного візерунку. Краї структури помітно або підняті, або заглиблені і найчастіше мають подвійний гребінь заввишки 1,5-3 мм (0,059-0,118 дюйма).

## Етимологія
Родовий епітет Finkoella - на честь палеонтолога-аматора С. В. Фінька, який допоміг знайти голотип F. ukrainica, а також пісковикову плиту, на якій був скам'янілий паратип F. oblonga. Специфічний епітет ukrainica вказує на Україну, країну, де зустрічаються обидва види. Специфічний епітет oblonga, жіноча форма латинського слова oblongus, що означає "довгастий", вказує на видовжений вигляд другого виду, F. oblonga.

## Дивись також
- Список едіакарських родів
- Бурихія
- Ярнемія